# Đại học Roma Tre
Viện Đại học hệ Nghiên cứu Roma Tre (tiếng Ý: Università degli Studi di Roma Tre) còn được gọi là Viện Đại học La Mã III hoặc Đại học Roma 3 hay đơn giản là Roma Tre, là một viện đại học nghiên cứu công lập tọa lạc tại khu Ostiense thuộc Roma, thủ đô nước Ý.
Được thành lập vào năm 1992 bởi Bộ Giáo dục Công lập Ý (nay là Bộ Giáo dục, Đại học và Nghiên cứu của Ý) dưới thỉnh cầu của nhiều vị giáo sư từ Đại học Roma La Sapienza, đây là viện đại học công lập thứ ba được thành lập tại đô thị thủ đô Roma. Roma Tre bao gồm tổng thể 8 học viện, 32 khoa, sỡ hữu 35.338 sinh viên nhập học với hơn 1.370 nhân viên giáo sư và giảng viên. Hiện tại, viện đại học cung cấp 54 chương trình đào tạo hệ cử nhân, 75 chương trình hệ thạc sĩ, 5 chương trình tiến sĩ với 16 viện đào tạo chuyên tu. Đây là viện đại học Roma lớn thứ hai tính theo số lượng sinh viên nhập học và một trong những trung tâm nghiên cứu học thuật lớn nhất quốc gia.